# Bąkowa Góra
Bąkowa Góra – wieś w Polsce położona w województwie łódzkim, w powiecie piotrkowskim, w gminie Ręczno. Liczba ludności 374 (rok 2009).
W latach 1954–1972 wieś należała i była siedzibą władz gromady Bąkowa Góra. W latach 1975–1998 miejscowość administracyjnie należała do województwa piotrkowskiego.
Przez miejscowość przebiega droga wojewódzka nr 742. W jej granicach znajduje się wzniesienie o tej samej nazwie.
W Bąkowej Górze urodzili się:
- Adam Józef Borkiewicz – żołnierz Legionów Polskich, pułkownik piechoty Wojska Polskiego, członek Komendy Głównej Armii Krajowej.
- Jan Małachowski – biskup krakowski, podkanclerzy koronny.
- Piotr Szymanek – wojewoda łódzki.

## Zabytki
Według rejestru zabytków Narodowego Instytutu Dziedzictwa na listę zabytków wpisane są obiekty:
- teren „Bąkowej Góry” (układ przestrzenny i krajobrazowy), nr rej.: 285 z 22.11.1982
- kościół parafialny pw. Świętej Trójcy(inne języki), XV-XVIII w., nr rej.: 191-X-1 z 12.08.1948 oraz 212 z 27.12.1967
- dzwonnica, XV-XVIII w., nr rej.: 192-X-2 z 12.08.1948 oraz 213 z 27.12.1967
- ruiny zamku, XIV w., nr rej.: 193/X-3 z 12.08.1948 i z 1.02.1962 oraz 214 z 27.12.1967
- dwór (nr 1), XVIII w., nr rej.: 194/X-3 z 12.08.1948 i z 1.02.1962 oraz 215 z 27.12.1967
- kuźnia, obecnie budynek gospodarczy nr 46, koniec XVIII w., nr rej.: 195/X-3 z 12.08.1948 i z 1.02.1962 oraz 216 z 27.12.1967

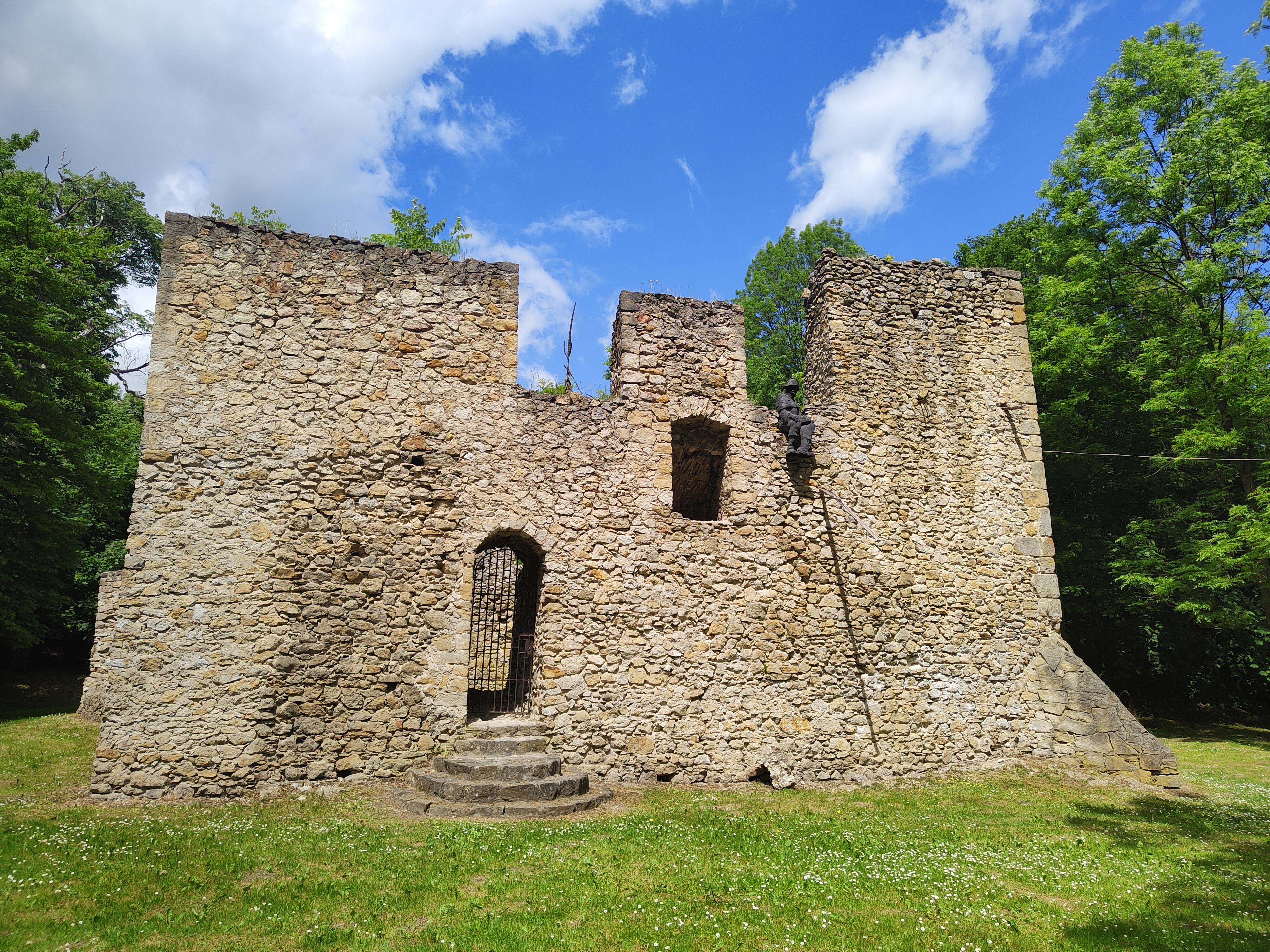
Ruiny zamku w Bąkowej Górze
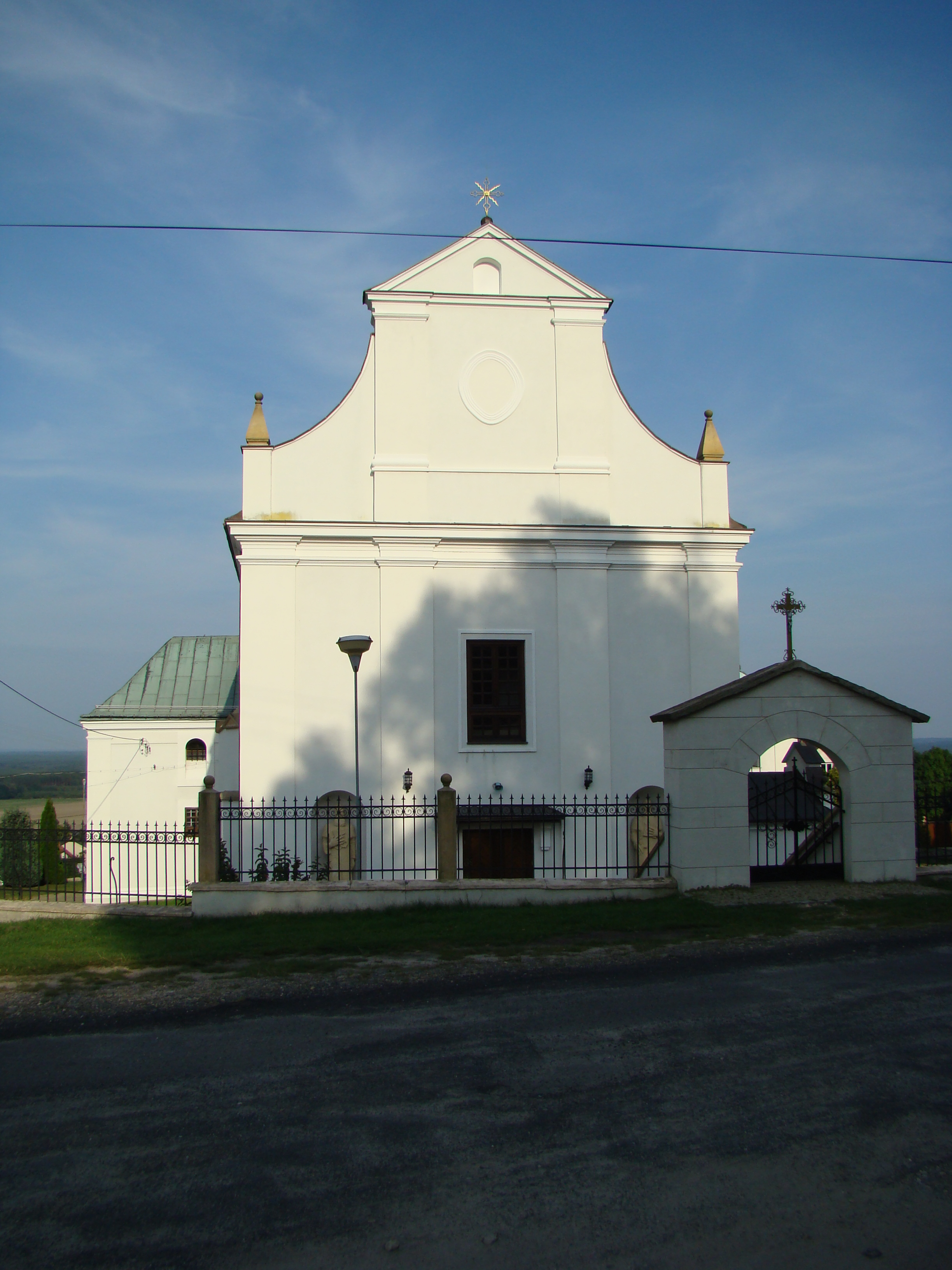
Kościół
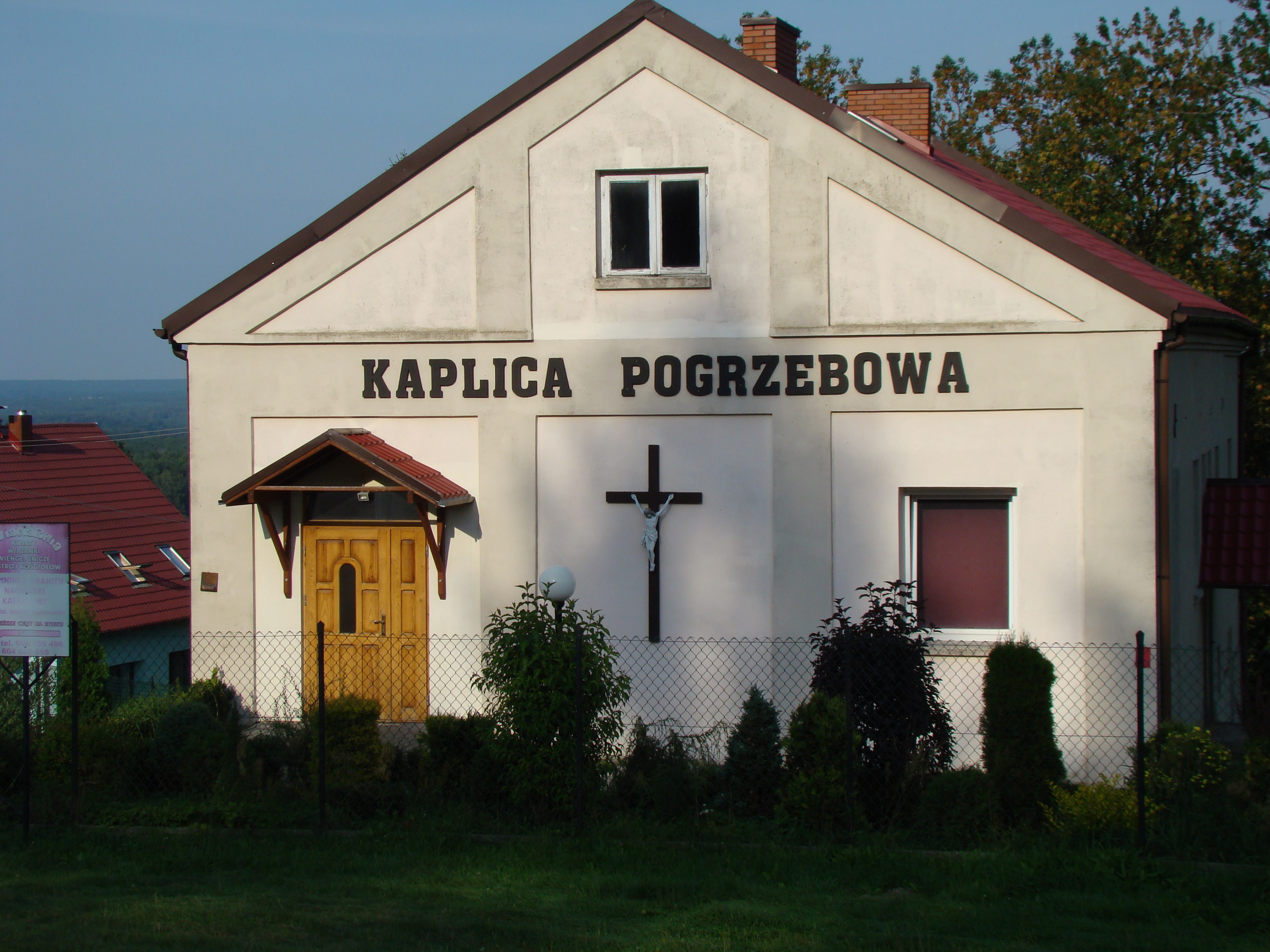
Kaplica pogrzebowa
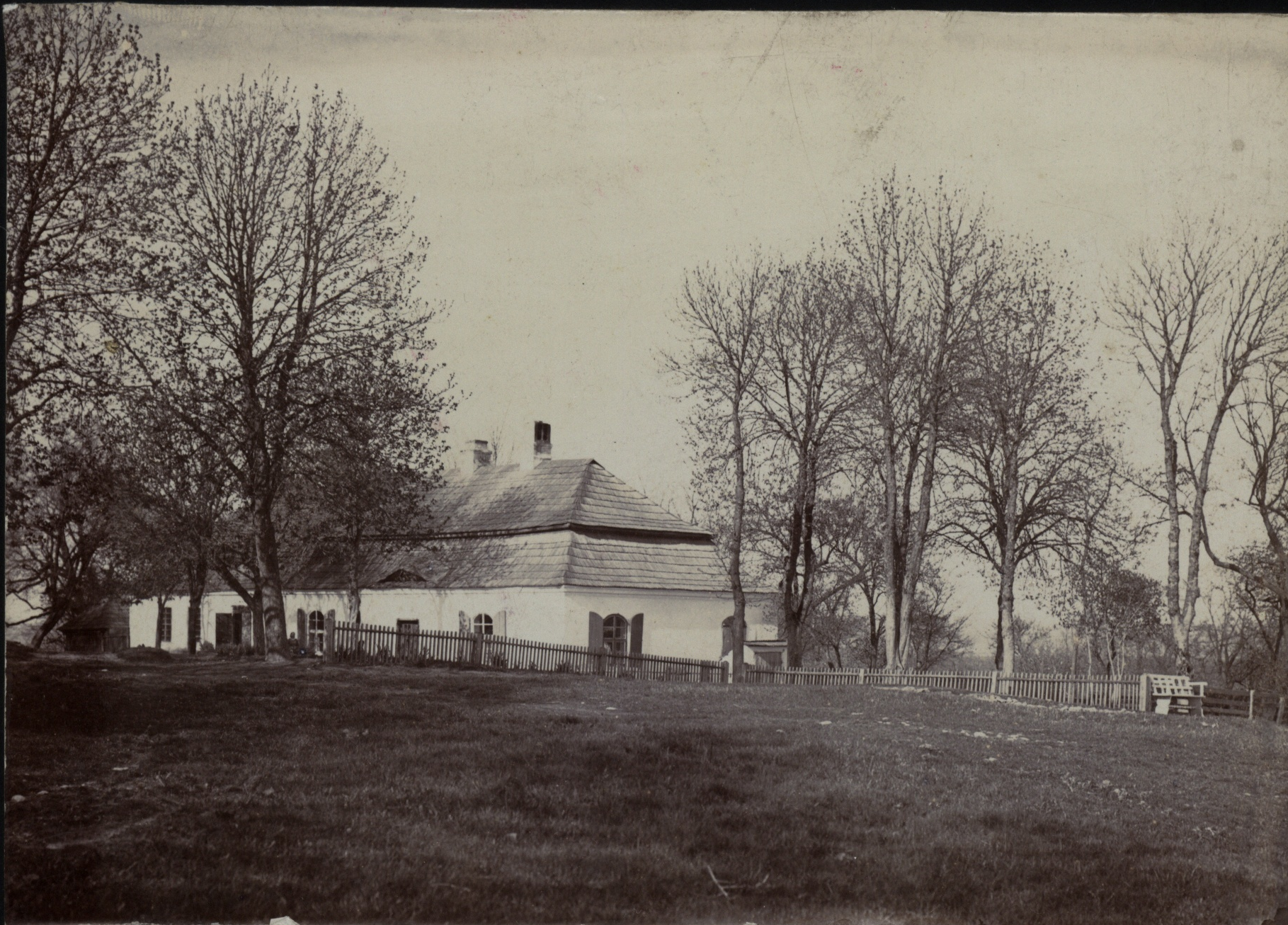
Dwór
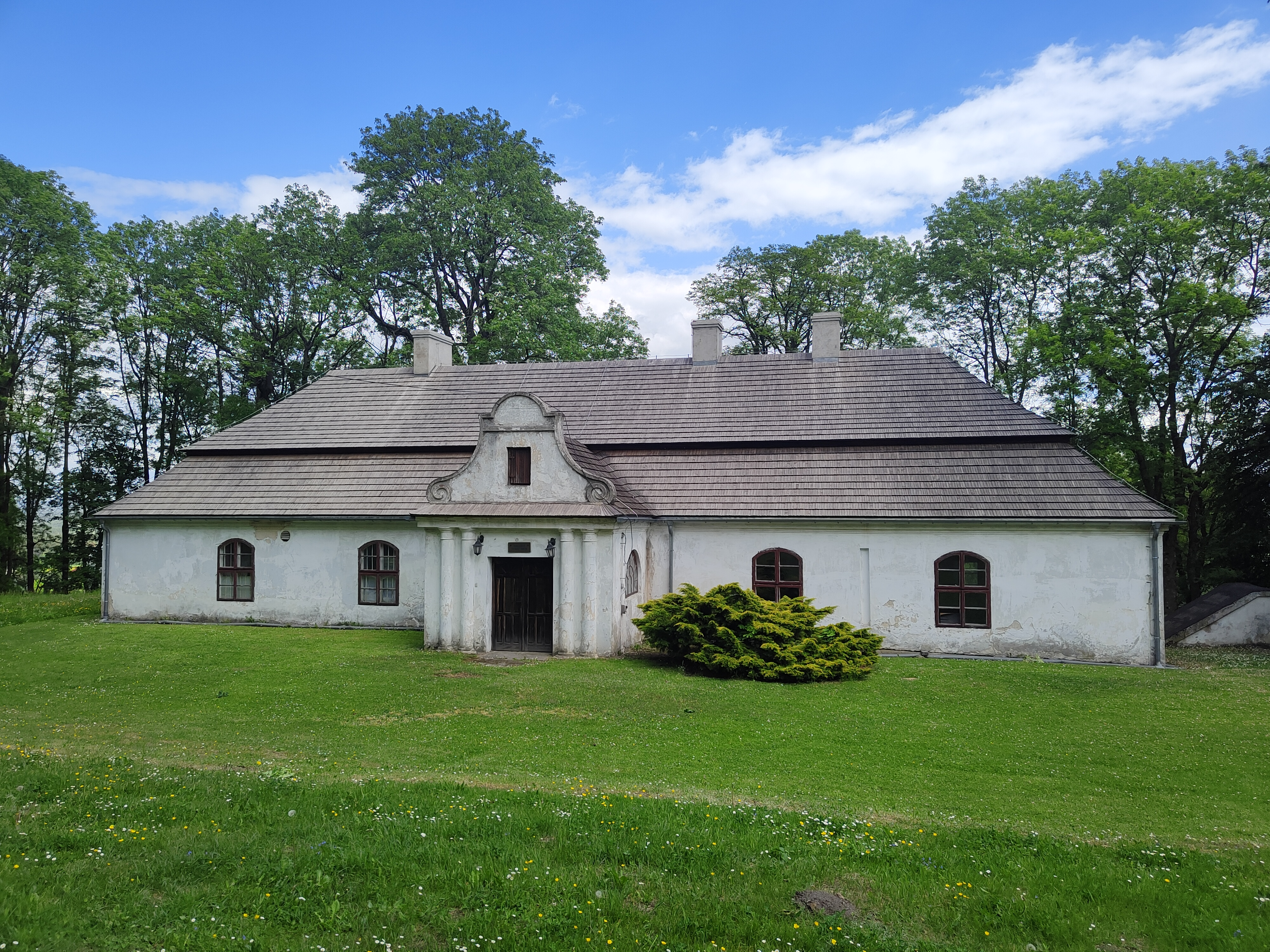
Dworek w Bąkowej Górze

## Filmy kręcone w Bąkowej Górze
- Janka – serial telewizyjny dla dzieci z roku 1989,
- Kamień na kamieniu – film z roku 1995
- Południe-Północ – film z roku 2006